# 親不孝通りは今日も雨。
「親不孝通りは今日も雨。」（おやふこうどおりはきょうもあめ）は、日本のヴィジュアル系バンド、R指定が2009年1月7日に発売した、通算1枚目となるシングル。

## 概要
R指定のCDシングルとしては初の作品。前作「盲目少女」から3か月ぶりのリリースとなった。

## 収録曲
1. 親不孝通りは今日も雨。
2. SCISSOR CUT
3. 暗い日曜日
後に、カバーシングル「妄想日記」にて、新バージョンが収録された。なお、オリジナルバージョンは現在もアルバムに収録されておらず、本作のみに収録されている。

## 収録アルバム
- 『人間失格』(#1)

## 収録映像作品
- 『裏映像盤。』(#1)